# Oluf Pedersen
Pour les articles homonymes, voir Pedersen.
Oluf Pedersen, né le 6 septembre 1891 à Rørbæk (Danemark) et mort le 3 octobre 1970 à Roskilde (Danemark), est un homme politique danois, membre du Parti de la justice, ancien ministre et ancien député au Parlement (le Folketing).

### Sources
- (da) Cet article est partiellement ou en totalité issu de l’article de Wikipédia en danois intitulé « Oluf Pedersen » (voir la liste des auteurs).